# Takajärvi (Korpilombolo socken, Norrbotten)
Takajärvi är en sjö i Pajala kommun i Norrbotten och ingår i Kalixälvens huvudavrinningsområde.